# Liste der Biografien/Schut
Liste der Biografien |
Portal Biografien |
Personensuche
# |
A |
B |
C |
D |
E |
F |
G |
H |
I |
J |
K |
L |
M |
N |
O |
P |
Q |
R |
S |
T |
U |
V |
W |
X |
Y |
Z |
?
 
Sa |
Sb |
Sc |
Sd |
Se |
Sf |
Sg |
Sh |
Si |
Sj |
Sk |
Sl |
Sm |
Sn |
So |
Sp |
Sq |
Sr |
Ss |
St |
Su |
Sv |
Sw |
Sy |
Sz
 
Sca–Sce |
Sch |
Sci–Scz
 
Scha |
Schc |
Schd |
Sche |
Schg |
Schi |
Schj |
Schk |
Schl |
Schm |
Schn |
Scho |
Schp |
Schr |
Schs |
Scht |
Schu |
Schv |
Schw |
Schy
 
Schua |
Schub |
Schuc |
Schud |
Schue |
Schuf |
Schug |
Schuh |
Schui |
Schuk |
Schul |
Schum |
Schun |
Schuo |
Schup |
Schuq |
Schur |
Schus |
Schut |
Schuu |
Schuv |
Schuw |
Schuy |
Schuz
Die Liste der Biografien führt alle Personen auf, die in der deutschsprachigen Wikipedia einen Artikel haben. Dieses ist eine Teilliste mit 497 Einträgen von Personen, deren Namen mit den Buchstaben „Schut“ beginnt.

## Schut
- Schut, Alje (* 1981), niederländischer Fußballspieler
- Schut, Aljona (* 1995), ukrainische Hammerwerferin
- Schut, Cornelis († 1655), flämischer Maler
- Schut, Johanna (* 1944), niederländische Eisschnellläuferin
- Schut, Lisa (* 1994), niederländische Schachspielerin
- Schut, Lukáš (* 1985), tschechischer Fußballspieler
- Schut, Susan (* 2003), niederländische Volleyballspielerin
- Schut, Wim (1920–2006), niederländischer Politiker (ARP und CDA)
- Schut, Wladislaw Alexejewitsch (1941–2022), britisch-russischer Komponist
- Schut-Kery, Sabine (* 1968), US-amerikanische Dressurreiterin

### Schuta
- Schutau, Henads († 2020), belarussischer Teilnehmer an Protesten gegen Betrug bei den Präsidentschaftswahlen in Belarus im Jahr 2020

### Schute
- Schüte, Anja (* 1964), deutsche Schauspielerin
- Schute, Eva (* 1964), deutsche Fußballspielerin
- Schute, Richard (1887–1948), deutscher Politiker (CDU), MdL
- Schuten, Neele (* 1999), deutsche Leichtathletin und Bobsportlerin

### Schuth
- Schuth, Dietmar (* 1961), deutscher Kunsthistoriker und Kurator
- Schuth, Erich (1901–1977), deutscher Wirtschaftsjurist in der Binnenschiffahrt
- Schüth, Ferdi (* 1960), deutscher ChemikerFerdi Schüth (* 1960)

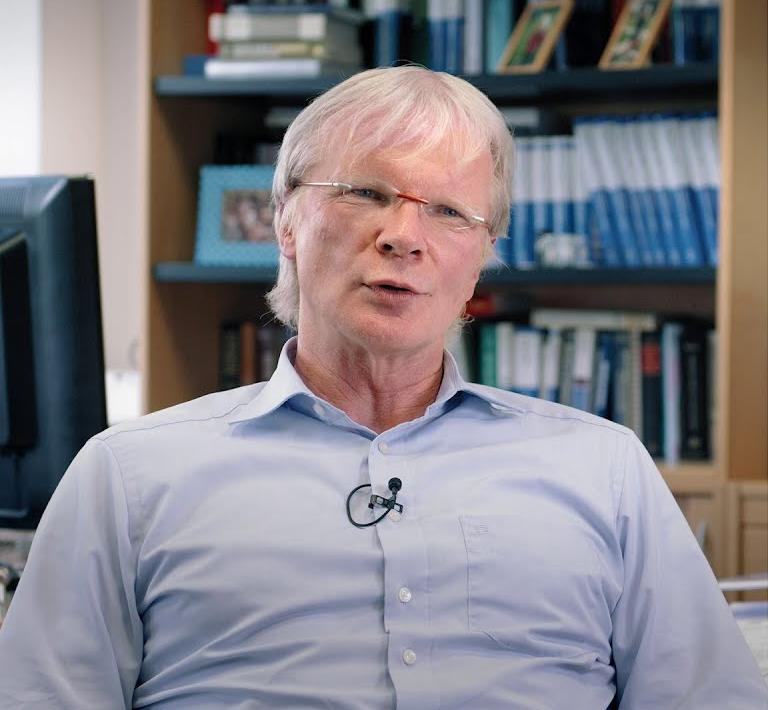
Ferdi Schüth (* 1960)

- Schuth, Gerd (* 1949), deutscher Fußballspieler und -trainer
- Schuth, Johannes Karl (1852–1904), deutscher Drucker, Buchhändler und Verleger in Koblenz
- Schuth, Johnny (* 1941), französischer Fußballtorhüter
- Schuth, Willem (* 1954), deutsch-niederländischer Politiker (FDP, VVD), MdEP

### Schuti
- Schutijser, Clementinus (1909–1988), 68. Generalminister des Kapuzinerordens

### Schutk
- Schutkin, Stepan (* 1937), kasachischer Jurist
- Schutkow, Fjodor Wassiljewitsch (1924–2001), sowjetischer Segler
- Schutkowa, Weranika (* 1986), belarussische Weitspringerin
- Schutkowski, Holger (1956–2020), deutscher Anthropologe
- Schütky, Amelie, österreichische Opernsängerin (Sopran), Gesangspädagogin und Schriftstellerin
- Schütky, Franz Josef (1817–1893), Sänger
- Schütky, Georg (* 1987), österreichischer Theaterregisseur

### Schuto
- Schutowa, Ljubow Andrejewna (* 1983), russische Degenfechterin

### Schutr
- Schütrumpf, Eckart (* 1939), deutscher Klassischer Philologe und Hochschullehrer
- Schütrumpf, Jörn (* 1956), deutscher Historiker, Verleger und Publizist
- Schütrumpf, Marc (* 1972), deutscher Filmregisseur und Produzent
- Schütrumpf, Rudolf (1909–1986), deutscher Palynologe (Pollenanalytiker)
- Schutrups, Larissa (* 2000), niederländische Handballtorhüterin

### Schuts
- Schutschichin, Dmitri (* 1980), russischer Skispringer

### Schutt
- Schutt, Arthur (1902–1965), US-amerikanischer Jazzpianist und Arrangeur
- Schütt, Artur (1932–2024), deutscher Pädagoge, Lyriker, Librettist und Autor
- Schütt, Bernd (* 1961), deutscher Militär, Generalleutnant der BundeswehrBernd Schütt (* 1961)

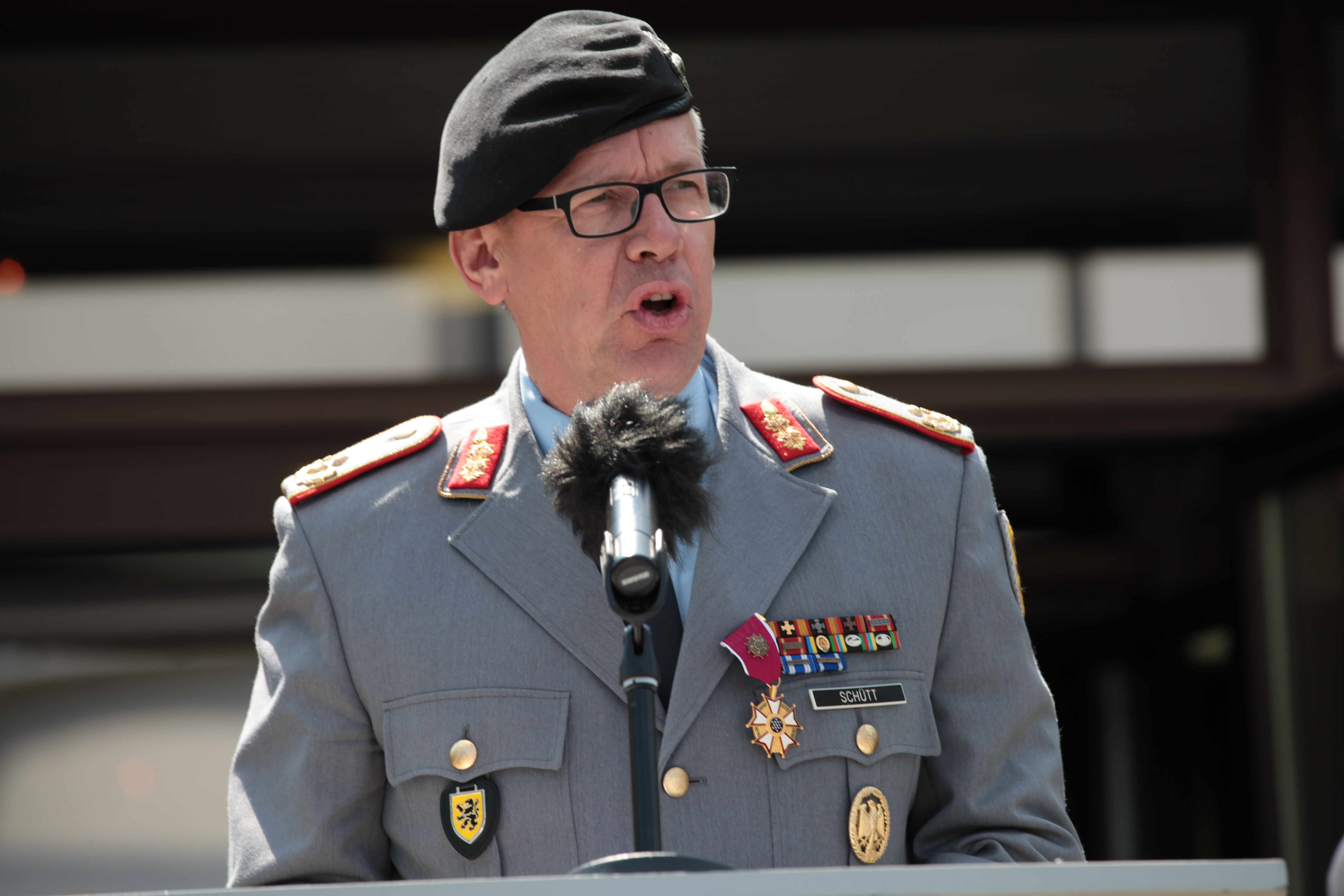
Bernd Schütt (* 1961)

- Schütt, Bert (1928–1989), deutscher Fußballspieler, -trainer und -funktionär
- Schütt, Bodo (1906–1982), deutscher Arzt und Schriftsteller
- Schütt, Brigitta (* 1963), deutsche Geographin und Hochschullehrerin
- Schütt, Bruno (1876–1956), deutscher Schullehrer und Botaniker
- Schütt, Cassandra (* 1993), deutsche Musical-Darstellerin und Synchronsprecherin
- Schutt, Debra, Szenenbildnerin und Artdirectorin
- Schütt, Eduard (1856–1933), russisch-österreichischer Pianist, Dirigent, Komponist
- Schütt, Eduard (1875–1948), deutscher Arzt, Gerichtsmediziner und Rassenhygieniker
- Schutt, Erich (1931–2023), deutscher Fotograf und Bildjournalist in der Lausitz
- Schütt, Franz (1859–1921), deutscher Botaniker und Hochschullehrer
- Schütt, Franz Theodor (1908–1990), deutscher Maler, Graphiker und Bildhauer im Stil der Neuen Sachlichkeit und des Spätexpressionismus
- Schütt, Günther (1918–1996), deutscher Ruderer
- Schütt, Hans (1901–1986), deutscher Politiker (GB), MdL
- Schütt, Hans-Dieter (* 1948), deutscher Journalist und Autor, Chefredakteur des FDJ-Zentralorgans Junge Welt (1984–1989)Hans-Dieter Schütt (* 1948)

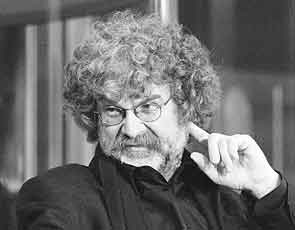
Hans-Dieter Schütt (* 1948)

- Schütt, Hans-Friedrich (1926–2014), deutscher Historiker und Archivar
- Schütt, Hans-Gerd (* 1958), deutscher römisch-katholischer Priester sowie Sport- und Olympiapfarrer
- Schütt, Hans-Heinz (1908–1984), deutscher SS-Scharführer im Vernichtungslager Sobibor
- Schütt, Hans-Peter (* 1951), deutscher Philosoph und Ordinarius für Philosophie an der Universität Karlsruhe
- Schütt, Hans-Werner (1937–2023), deutscher Wissenschaftshistoriker
- Schütt, Harry (* 1930), deutscher Generalmajor im Ministerium für Staatssicherheit (MfS) der DDR
- Schütt, Hartwig (1923–2009), deutscher Malakologe und Chemiker
- Schütt, Heino (* 1944), deutscher Politiker (LDPD, FDP, CDU)
- Schütt, Heinrich Friedrich (1835–1918), deutscher Reichsgerichtsrat
- Schütt, Helmut (* 1950), deutscher Fußballspieler
- Schütt, Hermann (1866–1928), deutscher Unternehmer
- Schütt, Hermann (1888–1973), deutscher Pädagoge und Hochschullehrer
- Schütt, Julian (* 1964), Schweizer Journalist, Schriftsteller und BuchautorJulian Schütt (* 1964)

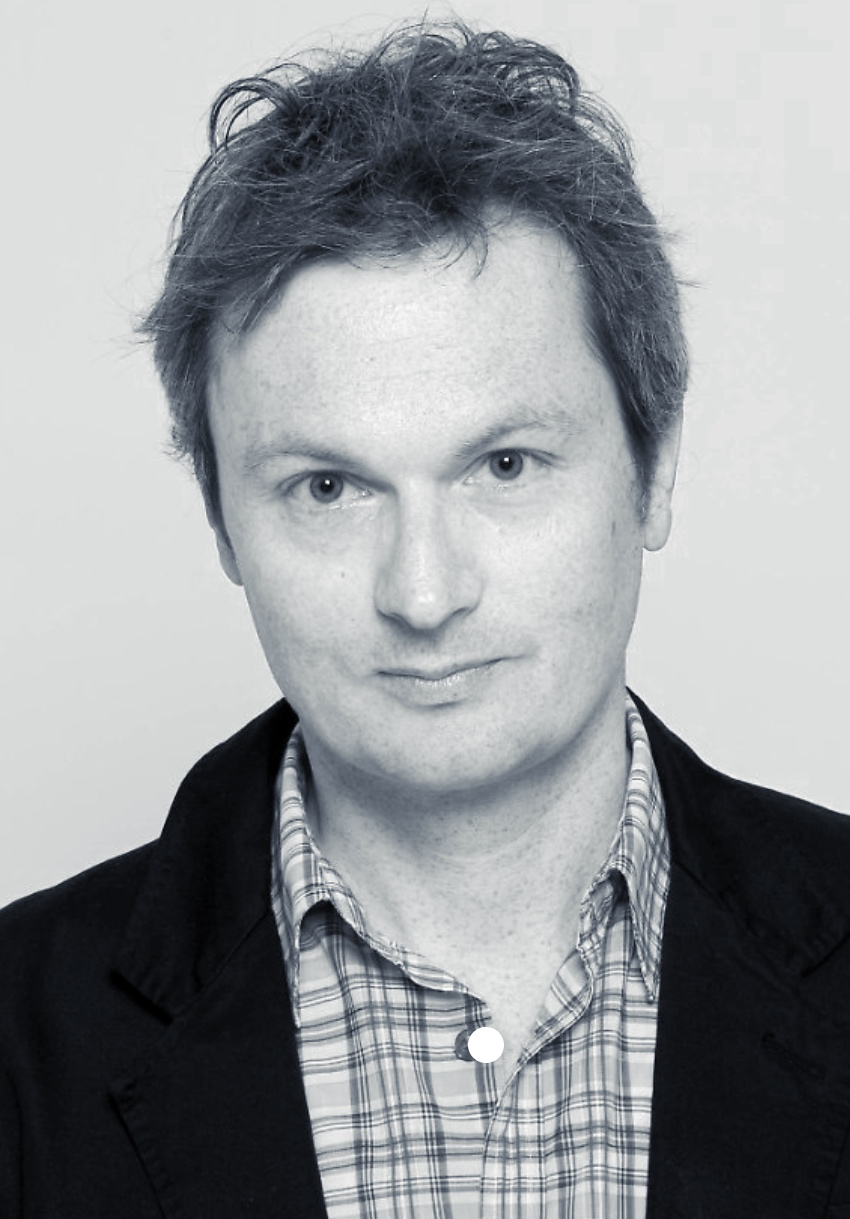
Julian Schütt (* 1964)

- Schütt, Jutta (1955–2016), deutsche Kunsthistorikerin und Kuratorin
- Schütt, Marie (1888–1978), deutsche Anglistin
- Schütt, Matthias (* 1977), deutscher Mathematiker
- Schutt, Megan (* 1993), australische Cricketspielerin
- Schütt, Otto (1886–1970), deutscher Historiker und Archivar
- Schütt, Paul (* 1956), deutscher Jazzmusiker
- Schütt, Peter (1901–1984), deutscher Politiker (CDU)
- Schütt, Peter (1926–2010), deutscher Forstwissenschaftler, Botaniker und Hochschullehrer
- Schütt, Peter (1927–2021), deutscher Politiker (CDU), MdL
- Schütt, Peter (* 1939), deutscher Schriftsteller, DKP-Funktionär und Journalist
- Schütt, Regine (* 1912), deutsch-kanadische Künstlerin
- Schutt, Rod (* 1956), kanadischer Eishockeyspieler
- Schütt, Roland (1913–2005), schwedischer Schriftsteller
- Schütt, Sophie (* 1974), deutsche Schauspielerin
- Schütt, Thorben (* 1990), deutscher Verwaltungsjurist
- Schütt-Wetschky, Eberhard (1937–2015), deutscher Politikwissenschaftler
- Schüttauf, Hermann (1890–1967), deutscher Gartenbau- und Landschaftsarchitekt
- Schüttauf, Jörg (* 1961), deutscher SchauspielerJörg Schüttauf (* 1961)

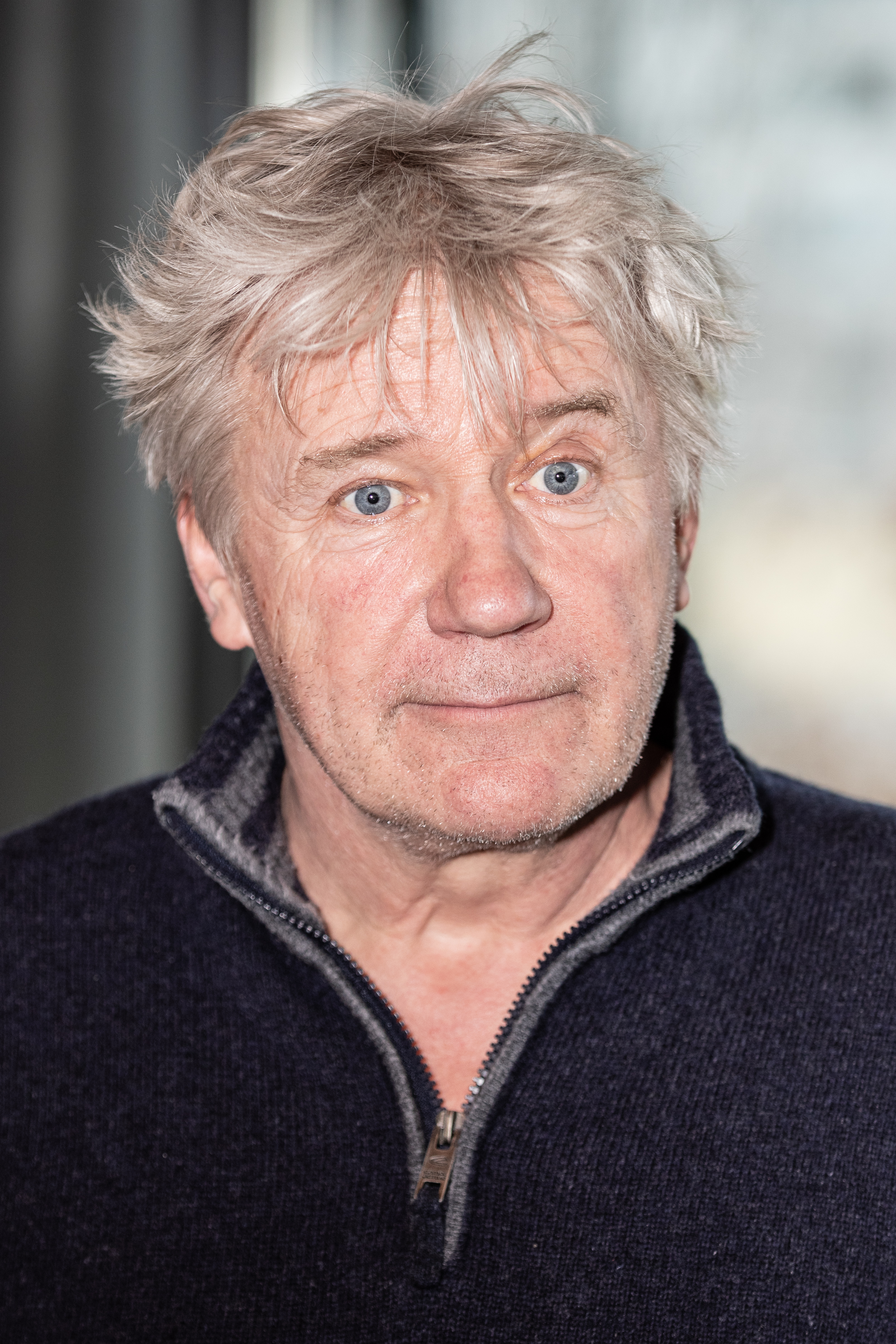
Jörg Schüttauf (* 1961)

- Schütte von Warensberg, Adolph († 1859), österreichischer Feldmarschalleutnant, Festungskommandant von Temeswar
- Schütte, Adolf (1878–1957), deutscher evangelischer Pfarrer, Oberkirchenrat
- Schütte, Albert (1885–1953), deutscher Politiker (SPD)
- Schutte, Albrecht (1940–2022), deutscher Ingenieur
- Schütte, Albrecht (* 1970), deutscher Politiker (CDU), MdL
- Schutte, Anderson (* 1975), brasilianisch-deutscher Basketballspieler
- Schütte, Anton (1817–1867), politischer Aktivist in Österreich, Journalist, Militär und Geschäftsmann in den USA
- Schütte, August (1835–1894), deutscher Kaufmann und Politiker (DFP), MdR
- Schütte, Bernd (1961–2024), deutscher Historiker
- Schütte, Carl (1839–1917), deutscher Kaufmann
- Schutte, Carl (1887–1962), US-amerikanischer Radrennfahrer
- Schütte, Christof (* 1966), deutscher Mathematiker
- Schütte, Christoph-Hubert (* 1944), deutscher Bibliothekar
- Schütte, Daniel (1763–1850), deutscher Jurist und Theaterintendant in Bremen
- Schütte, Dieter (1923–2013), deutscher Verleger
- Schutte, Elmar (* 1999), südafrikanischer Stabhochspringer
- Schütte, Ernst (1890–1951), deutscher Maler, Architekt, Illustrator und Bühnenbildner
- Schütte, Ernst (1904–1972), deutscher Bildungspolitiker (SPD), MdL
- Schütte, Ernst von (1848–1919), deutscher Polizeipräsident
- Schütte, Eva (1914–1998), deutsche Politikerin (FDP), MdBB
- Schütte, Frank (* 1981), namibischer evangelisch-lutherischer Theologe
- Schütte, Franz Ernst (1836–1911), deutscher Kaufmann und Ölimporteur
- Schütte, Friedhelm (* 1957), deutscher Fußballspieler
- Schütte, Georg (1895–1959), deutscher Politiker (SPD), MdL Bayern und Bürgermeister
- Schütte, Georg (* 1962), deutscher Medien- und Kommunikationswissenschaftler
- Schutte, Gerhard (1901–1978), niederländischer Judoka
- Schütte, Hans, deutscher Eishockeyspieler
- Schütte, Hans-Walter (1932–2004), deutscher evangelischer Theologe
- Schütte, Heinrich (1863–1939), deutscher Geologe
- Schütte, Heinz (1923–2007), deutscher Theologe, Professor für Systematische Theologie
- Schütte, Heinz (* 1937), deutscher Hochschullehrer und Autor
- Schutte, Hermann († 1547), deutscher Politiker und Ratsherr der Hansestadt Lübeck
- Schütte, Jan (* 1957), deutscher Filmregisseur
- Schütte, Jan Georg (* 1962), deutscher Schauspieler, Regisseur sowie Drehbuch- und HörspielautorJan Georg Schütte (* 1962)

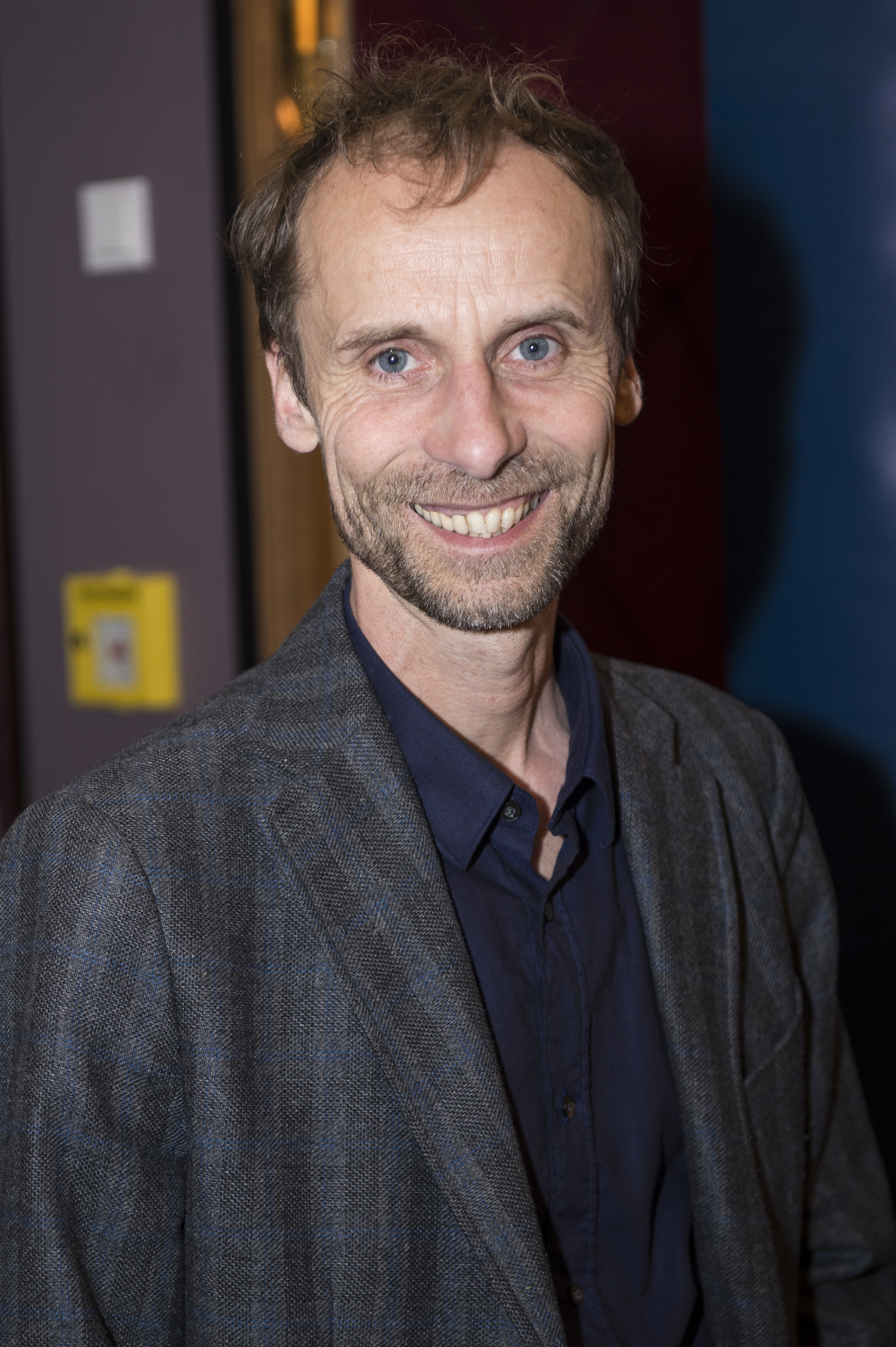
Jan Georg Schütte (* 1962)

- Schütte, Johann (1873–1940), deutscher Schiffbauingenieur, Hochschullehrer für Schiffbau, Luftschiffkonstrukteur und Unternehmer
- Schütte, Johann Heinrich (1694–1774), deutscher Mediziner und Naturforscher
- Schütte, Johanna (* 2007), deutsche Volleyballspielerin
- Schütte, Johannes (1913–1971), deutscher römisch-katholischer Ordensgeistlicher und Generalsuperior der Steyler Missionare
- Schutte, Jürgen (1938–2018), deutscher Literaturwissenschaftler, Germanist und Hochschullehrer
- Schütte, Karl (1891–1977), deutscher Klarinettist
- Schütte, Karl (1898–1974), deutsch-österreichischer Astronom und Hochschulprofessor
- Schütte, Kurt (1909–1998), deutscher Mathematiker
- Schütte, Ludwig (1796–1862), preußischer Landrat des Kreises Iserlohn
- Schutte, Marquard, Ratsherr der Hansestadt Lübeck
- Schütte, Merlin (* 1996), deutscher Fußballspieler
- Schütte, Meta (1855–1931), deutsche Kunstsammlerin und Mäzenin
- Schütte, Oliver, deutscher Drehbuchautor und Dramaturg
- Schütte, Peter (1911–1973), deutscher Schauspieler und Sänger
- Schütte, Reinhard (* 1952), deutscher Handballspieler
- Schütte, Reinhard (* 1967), deutscher Wirtschaftsinformatiker und Hochschullehrer
- Schütte, Rolf (* 1953), deutscher Diplomat
- Schütte, Ronja (* 1990), deutsche Ruderin
- Schütte, Sven (* 1953), deutscher Prähistoriker
- Schütte, Thomas (* 1954), deutscher Künstler
- Schütte, Ulrich (* 1948), deutscher Kunsthistoriker
- Schütte, Uwe (* 1967), deutscher Literaturkritiker, Literaturwissenschaftler und Germanist
- Schütte, Wilhelm (1900–1968), deutsch-österreichischer Architekt
- Schütte, Wolfgang (* 1974), deutscher Fußballspieler
- Schütte, Wolfgang U. (1940–2020), deutscher Kulturhistoriker, Publizist und Autor
- Schütte, Wolfram (* 1939), deutscher Journalist, Filmkritiker, Essayist und Herausgeber
- Schutte, Xandra (* 1963), niederländische Journalistin und Chefredakteurin
- Schütte-Lihotzky, Margarete (1897–2000), erste weibliche österreichische ArchitektinMargarete Schütte-Lihotzky (1897–2000)

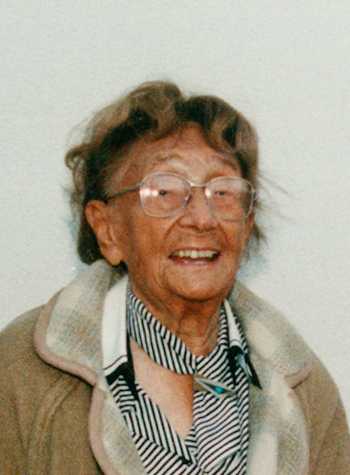
Margarete Schütte-Lihotzky (1897–2000)

- Schüttemeyer, Maximilian (* 1993), deutscher Handballspieler
- Schüttemeyer, Peter (* 1979), deutscher Kameramann
- Schüttemeyer, Suzanne S. (* 1953), deutsche Politikwissenschaftlerin
- Schutten, Jan Paul (* 1970), niederländischer Kinder- und Jugendbuchautor
- Schütten, Willi, deutscher Fußballspieler
- Schüttengruber, Christian (* 1968), österreichischer Musiker und Songwriter
- Schüttengruber, Ines (* 1986), österreichische Organistin, Pianistin, Cembalistin und Musikpädagogin
- Schüttengruber, Manuel (* 1983), österreichischer Fußballschiedsrichter
- Schüttenhelm, Regina (* 1964), deutsche Judoka
- Schüttenhofen, Heinrich von, österreichischer Theologe
- Schutter, Arnold von (1772–1843), preußischer Generalleutnant
- Schütter, Daniel (* 1990), deutscher Schauspieler, Musiker und Synchronsprecher
- Schutter, David (* 1974), US-amerikanischer monochromer Maler
- Schütter, David (* 1991), deutscher Schauspieler
- Schütter, Friedrich (1921–1995), deutscher Schauspieler, Hörspielsprecher, Synchronsprecher und Mitbegründer des Ernst-Deutsch-TheatersFriedrich Schütter (1921–1995)

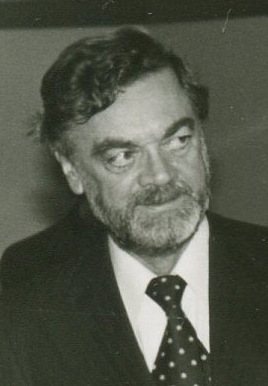
Friedrich Schütter (1921–1995)

- Schütter, Günter (* 1959), deutscher Drehbuchautor
- Schütter, Julian (* 1998), österreichischer Skirennläufer
- Schütter, Leonie (* 1998), deutsche Basketballnationalspielerin
- Schütter, Lorenz († 1599), Herrschaftsbesitzer
- Schütter, Meinrad (1910–2006), Schweizer Komponist
- Schütterle, Arno (* 1958), deutscher Politiker (Bündnis 90/Die Grünen)
- Schütterle, Rainer (* 1966), deutscher Fußballspieler
- Schutti, Carolina (* 1976), österreichische Schriftstellerin
- Schutting, Julian (* 1937), österreichischer Schriftsteller
- Schüttinger, Jacob (1816–1877), deutscher Jurist und Politiker (Zentrum), MdR
- Schüttler, Hanfried (* 1953), deutscher Schauspieler und Coach
- Schüttler, Heinrich (1855–1942), Landtagsabgeordneter Waldeck
- Schüttler, Josef (1902–1972), deutscher Politiker (CDU), MdB
- Schüttler, Jürgen (* 1940), deutscher Leichtathlet
- Schüttler, Jürgen (* 1953), deutscher Anästhesiologe und Hochschullehrer
- Schüttler, Katharina (* 1979), deutsche SchauspielerinKatharina Schüttler (* 1979)

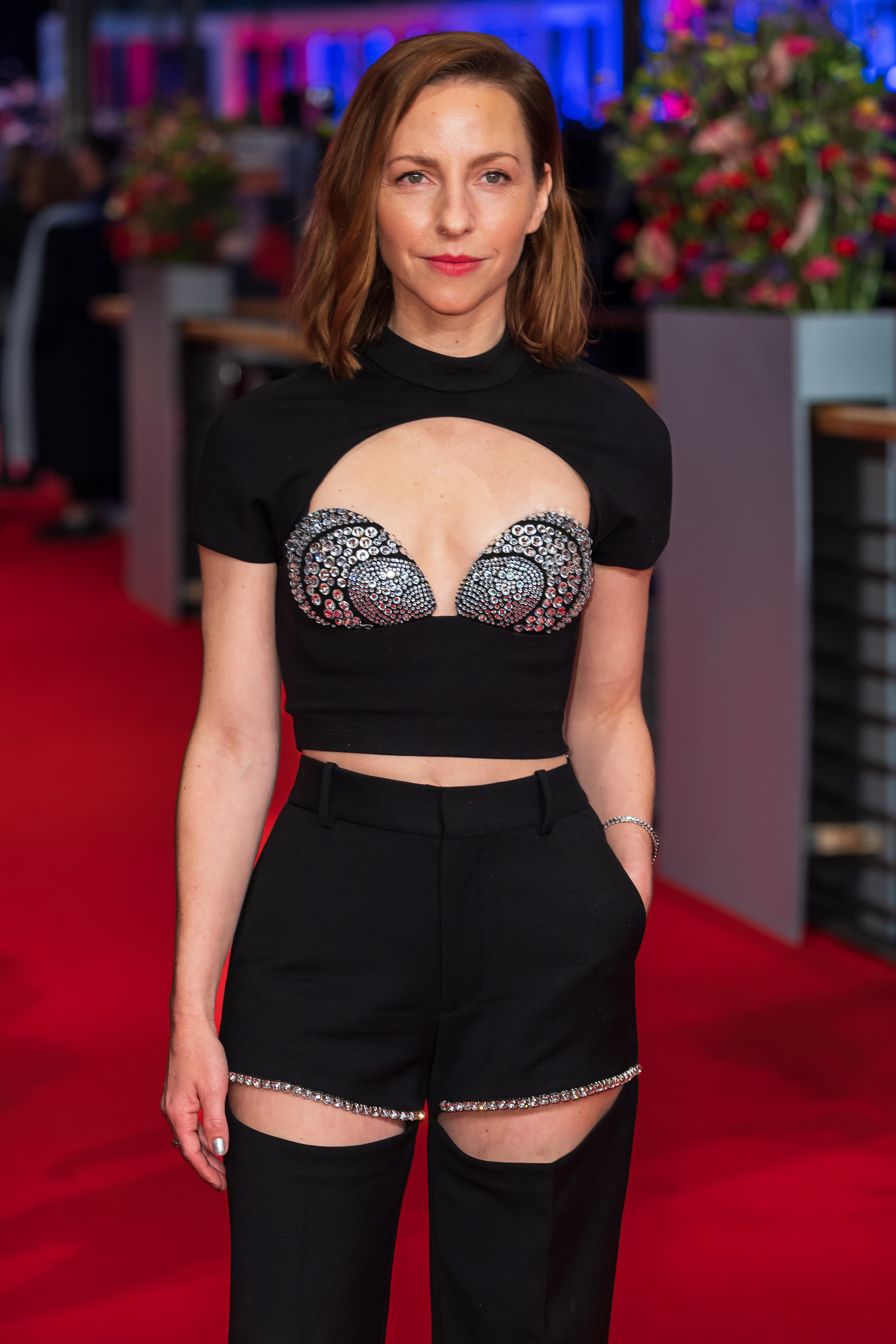
Katharina Schüttler (* 1979)

- Schüttler, Martin (* 1974), deutscher Komponist
- Schüttler, Peter (1841–1906), US-amerikanischer Unternehmer
- Schüttler, Rainer (* 1976), deutscher TennisspielerRainer Schüttler (* 1976)

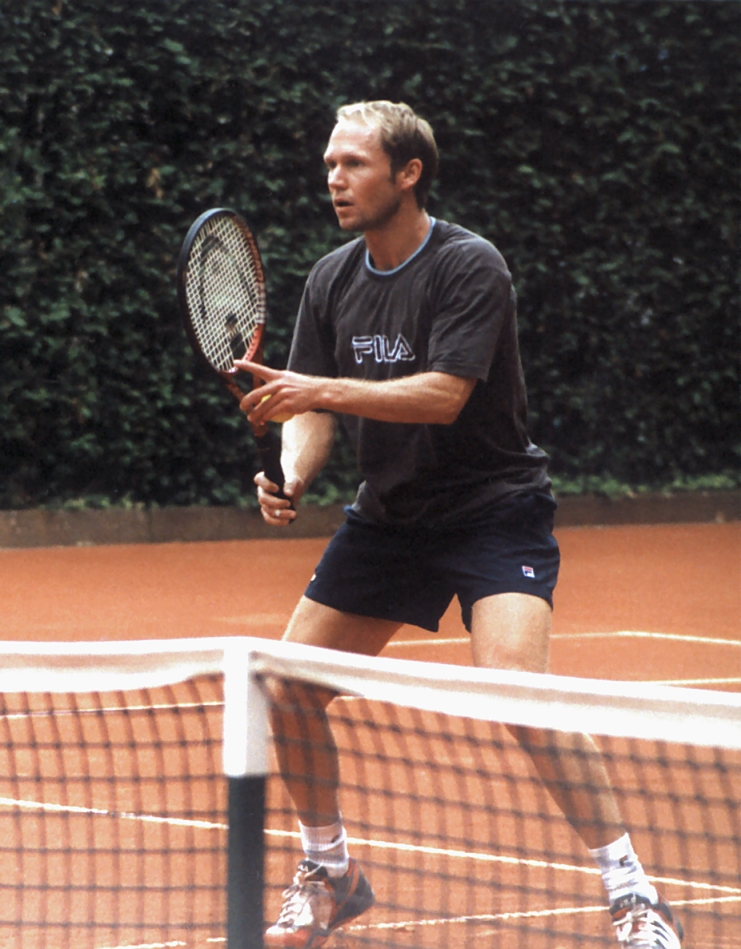
Rainer Schüttler (* 1976)

- Schüttler-Janikulla, Klaus (1927–2009), deutscher Schulpsychologe
- Schüttmann, Werner (1914–2000), ostdeutscher Facharzt für Innere Krankheiten, für Arbeitshygiene und Strahlenschutzmedizin
- Schüttpelz, Erhard (* 1961), deutscher Medienwissenschaftler
- Schüttpelz, Esther (* 1993), deutsche Autorin und Juristin
- Schüttrigkeit, Angela (1941–1980), deutsche Frau, Mordopfer

### Schutz
- Schütz Minorovics, Nora (* 1934), rumänisch-deutsche Malerin und Grafikerin
- Schütz von Holzhausen, Benedikt (1729–1794), Amtmann in Kirberg und Camberg
- Schütz von Holzhausen, Ferdinand Christoph (1773–1847), Domherr und Abgeordneter
- Schütz von Holzhausen, Franz Anton Wolfgang († 1739), Amtmann in Heppenheim
- Schütz von Holzhausen, Friedrich August (1772–1816), Amtmann in Kirberg und Camberg
- Schütz von Holzhausen, Friedrich Damian (1821–1853), Landtagsabgeordneter Herzogtum Nassau
- Schütz von Holzhausen, Friedrich Wilhelm (1805–1866), nassauischer Hofbeamter und Parlamentarier
- Schütz von Holzhausen, Hugo (1780–1847), Schulgründer
- Schütz von Holzhausen, Konstantin (1709–1775), deutscher katholischer Priester, Weihbischof in Fulda und Titularbischof von Mennith, Arabien
- Schütz von Leerodt, Johannes (1872–1953), preußischer Landrat
- Schütz zu Holzhausen gen. von Bechtolsheim, Moritz von (1837–1901), Kammerherr und Abgeordneter
- Schütz zu Purschütz, Georg von († 1681), kaiserlicher Generalfeldwachtmeister
- Schütz, Adolf (1895–1974), österreichischer Schauspieler, Regisseur, Theaterleiter, Drehbuchautor und Schriftsteller
- Schütz, Adolf (* 1938), österreichischer Politiker (SPÖ), Landtagsabgeordneter
- Schütz, Alexander (* 1967), österreichischer Unternehmer, Investor und Gründer
- Schutz, Alexander Herman (1894–1964), US-amerikanischer Romanist, Provenzalist und Mediävist
- Schütz, Alfred (1899–1959), österreichischer Soziologe und PhilosophAlfred Schütz (1899–1959)

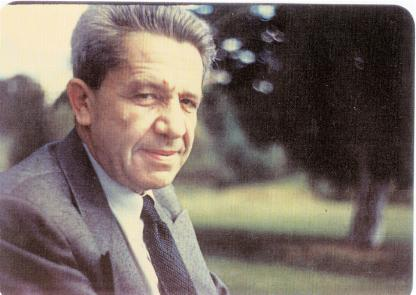
Alfred Schütz (1899–1959)

- Schütz, Amalie (1803–1852), österreichische Opernsängerin (Sopran)
- Schütz, Anna Maria (1829–1888), österreichische Unternehmerin
- Schütz, Anneliese, deutsche Übersetzerin
- Schütz, Anton (1861–1919), deutscher Politiker
- Schütz, Anton (1894–1977), deutsch-amerikanischer Maler, Zeichner, Grafiker, Radierer, Autor und Verleger
- Schütz, Anton (1927–2007), deutscher Fußballspieler
- Schütz, Anton (1930–2012), deutscher römisch-katholischer Geistlicher
- Schütz, Armin (1935–2009), deutscher Romanist, Franko-Romanist und Sprachwissenschaftler
- Schütz, Arnold (1935–2015), deutscher Fußballspieler
- Schütz, Arthur (1880–1960), österreichischer Ingenieur und Schriftsteller
- Schütz, Artur (1915–2001), deutscher Mediziner und numismatischer Autor
- Schütz, Astrid (* 1960), deutsche Psychologin und Hochschullehrerin
- Schütz, Balthasar Friedrich von († 1734), deutscher Offizier, theologischer Übersetzer und Schriftsteller
- Schutz, Bernard (* 1946), US-amerikanischer Physiker
- Schütz, Bernhard (1941–2023), deutscher Kunsthistoriker und Hochschullehrer
- Schütz, Bernhard (* 1959), deutscher Film- und Theaterschauspieler
- Schütz, Birgit (* 1958), deutsche Ruderin
- Schutz, Buddy (1914–2007), US-amerikanischer Jazz-Schlagzeuger der Swingära
- Schütz, Carl (1745–1800), österreichischer Kupferstecher
- Schütz, Carl (1805–1892), deutscher Philologe, Sanskrit-Forscher, Übersetzer und Gymnasialprofessor
- Schütz, Carl-Theodor (1907–1985), deutscher Jurist, Kriminalrat und Angehöriger mehrerer Geheimdienste
- Schütz, Carsten (* 1975), deutscher Langstreckenläufer
- Schütz, Caspar († 1594), preußischer Historiker
- Schütz, Christian (1526–1592), deutscher lutherischer Theologe
- Schütz, Christian (1816–1890), deutscher Amtmann und Mitglied der Landstände des Herzogtums Nassau
- Schütz, Christian (* 1938), deutscher Theologe, Benediktiner und Abt Abtei Schweiklberg in Vilshofen an der Donau
- Schütz, Christian (1941–2025), deutscher Künstler
- Schütz, Christian Georg der Ältere (1718–1791), deutscher Maler und Kupferstecher
- Schütz, Christian Georg der Jüngere (1803–1821), deutscher Maler
- Schütz, Christian Georg der Vetter (1758–1823), deutscher Maler und Radierer
- Schütz, Christian Gottfried (1747–1832), deutscher Humanist
- Schütz, Christoph (1689–1750), Radikalpietist und Gesangbuchherausgeber
- Schutz, Dana (* 1976), US-amerikanische Künstlerin
- Schütz, Daniel (* 1991), österreichischer Fußballspieler

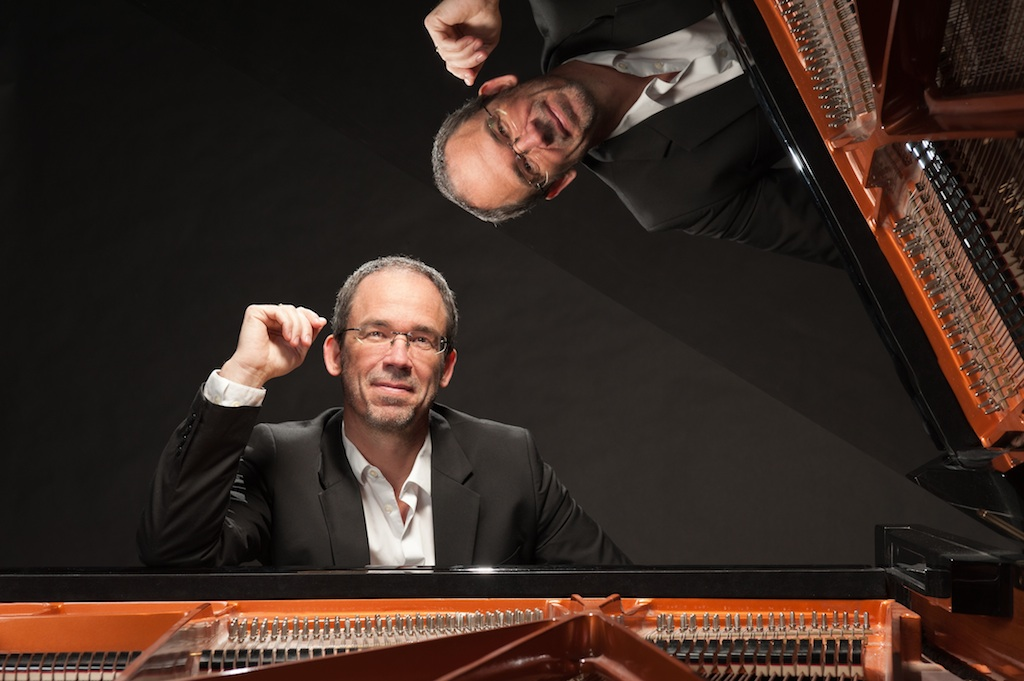
Michael Schütz (* 1963)

- Schütz, Detlef (* 1966), deutscher Fußballschiedsrichter
- Schütz, Dieter (1955–1991), deutscher Musiker und Komponist
- Schütz, Dieter C. (* 1953), deutscher Kunst- und Kulturwissenschaftler, Designtheoretiker, Schulleiter und Hochschullehrer
- Schütz, Dietmar (* 1943), deutscher Politiker (SPD), MdB
- Schütz, Eduard (1799–1868), deutscher Schauspieler
- Schütz, Eduard (1928–2001), deutscher baptistischer Theologe
- Schütz, Edy (* 1941), luxemburgischer Radrennfahrer
- Schütz, Egon (1932–2015), deutscher Pädagoge und Professor für Allgemeine Erziehungswissenschaft, Anthropologie und Ethik an der Universität Köln
- Schütz, Elga (* 1950), deutsche Schauspielerin und Hörspiel- bzw. Hörbuchsprecherin
- Schütz, Erhard (* 1946), deutscher Literaturwissenschaftler
- Schütz, Erich (1902–1988), deutscher Physiologe und Hochschullehrer
- Schütz, Erich (* 1956), deutscher Journalist, Buchautor und Gastrokritiker
- Schütz, Ernst (1935–2020), österreichischer Opern- und Operettensänger (Tenor) und Schauspieler
- Schütz, Eva (1899–1950), deutsche römisch-katholische Ordensfrau, Missionarin und Märtyrin
- Schütz, Eva (* 1973), österreichische Leichtathletin, Unternehmerin und Politikerin
- Schütz, Felix (* 1987), deutscher EishockeyspielerFelix Schütz (* 1987)

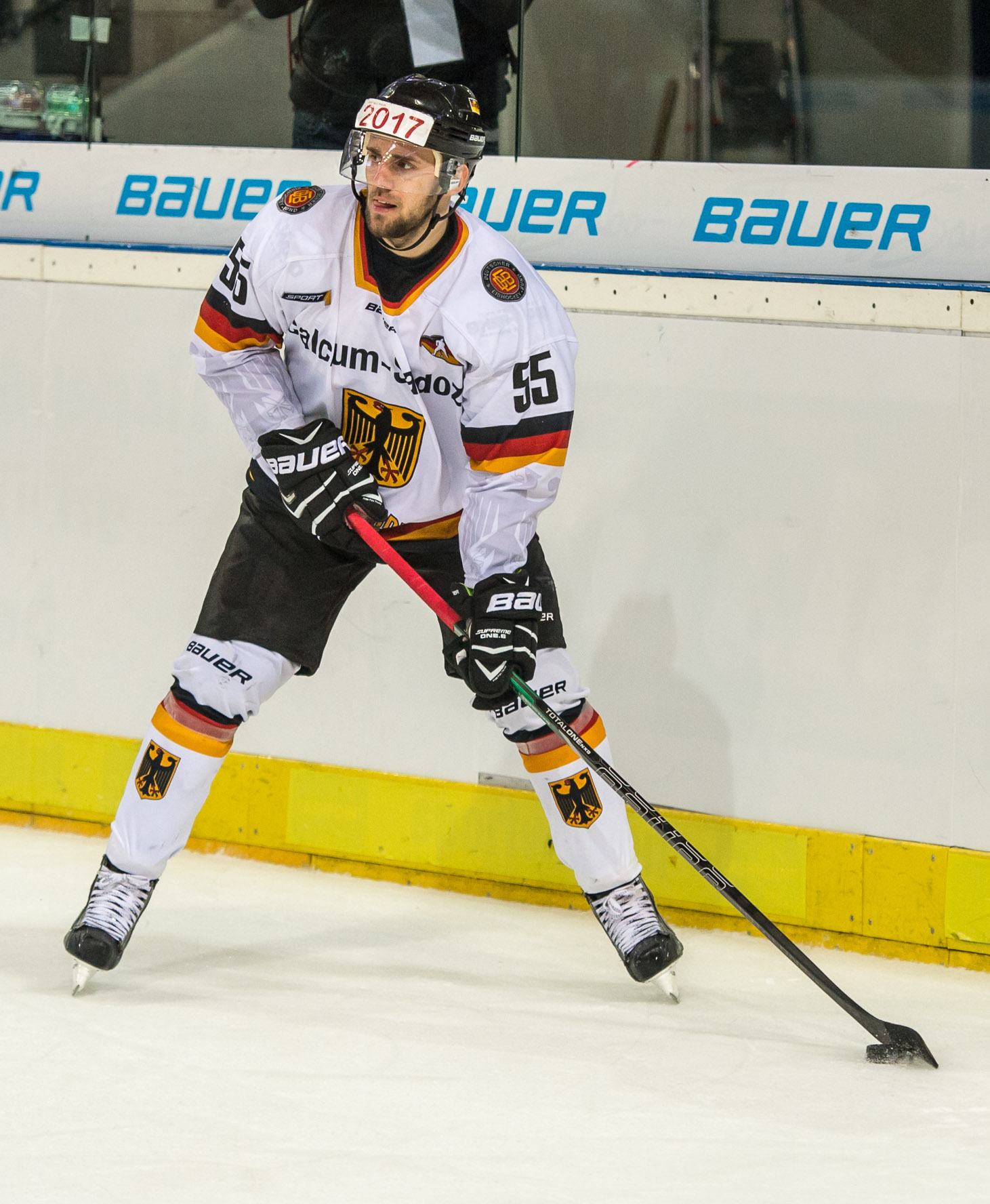
Felix Schütz (* 1987)

- Schütz, Franz (1887–1955), deutscher Hygieniker, Bakteriologe und Hochschullehrer
- Schütz, Franz (1892–1962), österreichischer Organist und Musikpädagoge
- Schütz, Franz (1900–1970), deutscher Politiker (CDU), MdL
- Schütz, Franz (1900–1955), deutscher Fußballspieler
- Schütz, Franz (1908–1984), österreichischer Politiker (ÖVP), Landtagsabgeordneter
- Schütz, Friedrich (1936–2007), deutscher Historiker und Archivar
- Schütz, Friedrich Jacob (1813–1877), deutscher Politiker und Revolutionär
- Schütz, Friedrich Karl Julius (1779–1844), deutscher Historiker
- Schütz, Friedrich Wilhelm von (1758–1834), deutscher Publizist
- Schütz, Fritz (1833–1888), deutschamerikanischer Prediger und Schriftsteller
- Schütz, Gabriel (1633–1710), deutscher Gambist, Zinkenist und Komponist
- Schütz, Georg (1875–1945), deutscher Maler, Illustrator und Militärzeichner und Karikaturist
- Schütz, George Carl Gotthilf von (1758–1805), preußischer Kammerbeamter
- Schütz, Gerda von (1893–1982), deutsche Politikerin (CDU), MdA
- Schütz, Gerhard (* 1956), deutscher Autor und Hypnosetherapeut
- Schütz, Gisela (* 1955), deutsche Physikerin
- Schütz, Gunter M., deutscher Physiker
- Schütz, Günther (1926–2020), deutscher Romanist, Hispanist und Germanist
- Schütz, Günther (1940–2020), deutscher Molekularbiologe
- Schütz, Hans (1901–1982), deutscher Politiker (DCSV/CSU), MdB (1949–1963) sowie Arbeits- und Sozialminister in Bayern
- Schütz, Hans (1922–1994), Schweizer Radrennfahrer
- Schütz, Hans Georg (1912–1976), deutscher Bandleader und Komponist
- Schütz, Hans Heinrich Adam von (1715–1745), preußischer Oberstleutnant
- Schütz, Hans J. (1936–2004), deutscher Übersetzer und Schriftsteller
- Schütz, Hans Peter (1939–2021), deutscher Journalist und Autor
- Schütz, Hans-Joachim (* 1948), österreichischer Verfassungsjurist, Richter am Verfassungsgerichtshof
- Schütz, Harald (1840–1915), deutscher Mathematiker, Physiker und Gymnasialprofessor
- Schütz, Harald (* 1942), deutscher Rechtsmediziner
- Schütz, Hari (* 1955), österreichischer Zeichner und Autor
- Schütz, Heide (* 1941), deutsche Friedenserzieherin
- Schütz, Heide (* 1943), österreichische Reiseschriftstellerin
- Schütz, Heinrich, deutscher Fußballspieler
- Schütz, Heinrich (1585–1672), deutscher Komponist und Musiker des FrühbarockHeinrich Schütz (1585–1672)

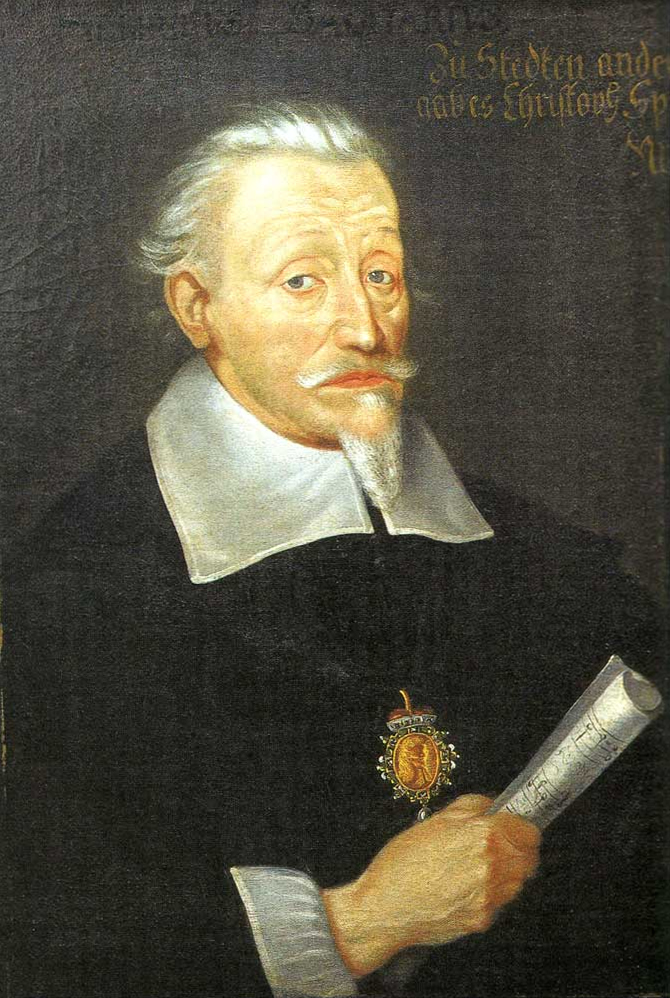
Heinrich Schütz (1585–1672)

- Schütz, Heinrich (1875–1946), deutscher Tier- und Landschaftsmaler
- Schütz, Heinrich (1906–1986), deutscher KZ-Arzt in Dachau
- Schütz, Helga (* 1937), deutsche SchriftstellerinHelga Schütz (* 1937)

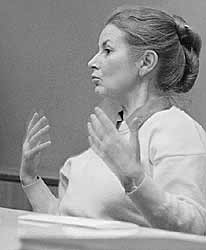
Helga Schütz (* 1937)

- Schütz, Helmut (* 1956), deutscher Generalleutnant der Luftwaffe der Bundeswehr und Kommandierender General des Luftwaffentruppenkommandos
- Schütz, Helmut G. (* 1938), deutscher Kunstwissenschaftler und Autor
- Schütz, Hermann (1875–1953), deutscher Maler und Illustrator und Militärzeichner
- Schütz, Horst (* 1951), deutscher Radrennfahrer
- Schütz, Hugo von (1836–1912), sächsischer Jurist und Politiker
- Schütz, Ignaz Robert (1868–1927), sudetendeutscher Physiker, Mathematiker und Journalist
- Schütz, J. C. (* 1976), schwedischer Sänger und Komponist
- Schutz, Jakob (1918–2013), Schweizer Politiker (FDP)
- Schütz, Jean-Philippe (1939–2023), Schweizer Forstwissenschaftler und Hochschullehrer
- Schütz, Joachim (* 1947), deutscher Politiker (Grüne)
- Schütz, Johann (1913–2010), deutscher Rechtswissenschaftler, Präsident des OLG Bamberg
- Schütz, Johann Friedrich von (1740–1798), preußischer Kammerbeamter
- Schütz, Johann Georg (1755–1813), deutscher Maler und Radierer
- Schütz, Johann George von († 1809), preußischer Beamter
- Schütz, Johann Heinrich Friedrich (1779–1829), deutscher Organist, Kantor, Pädagoge und Badeinspektor
- Schütz, Johann Jacob (1640–1690), deutscher Jurist und Pietist
- Schütz, Johannes († 1752), deutscher Stuckateur der Wessobrunner Schule
- Schütz, Johannes (* 1950), deutscher Bühnenbildner und Theaterregisseur
- Schütz, Johannes Adam (1775–1835), deutscher liberaler Politiker und Abgeordneter der 2. Kammer der Landstände des Großherzogtums Hessen
- Schütz, Josef († 1960), Lehrer und Direktor des Deutschen Römisch-Katholischen Knabenlyzeums an der Banatia in Timișoara (1926–1942)
- Schütz, Josef (1910–1989), deutscher Kommunist, Diplomat, Mitarbeiter der VP und des MfNV
- Schütz, Josef (1920–2023), deutscher Wachmann im KZ Sachsenhausen
- Schütz, Joseph († 1840), deutscher Schauspieler, Opernsänger (Bariton), Librettist und Theaterunternehmer
- Schütz, Joseph (1922–1999), deutscher Slawist
- Schütz, Julia (* 1977), deutsche Pädagogin
- Schütz, Julius Ernst von (1721–1793), kurfürstlich-sächsischer Amtshauptmann
- Schütz, Julius Franz (1889–1961), österreichischer Schriftsteller, Lyriker und Kulturhistoriker
- Schütz, Julius von (1853–1910), deutscher Stahlbauingenieur
- Schütz, Jürgen (1939–1995), deutscher Fußballspieler
- Schütz, Jürgen (* 1945), deutscher Politiker (CDU)
- Schütz, Justin (* 2000), deutscher EishockeyspielerJustin Schütz (* 2000)

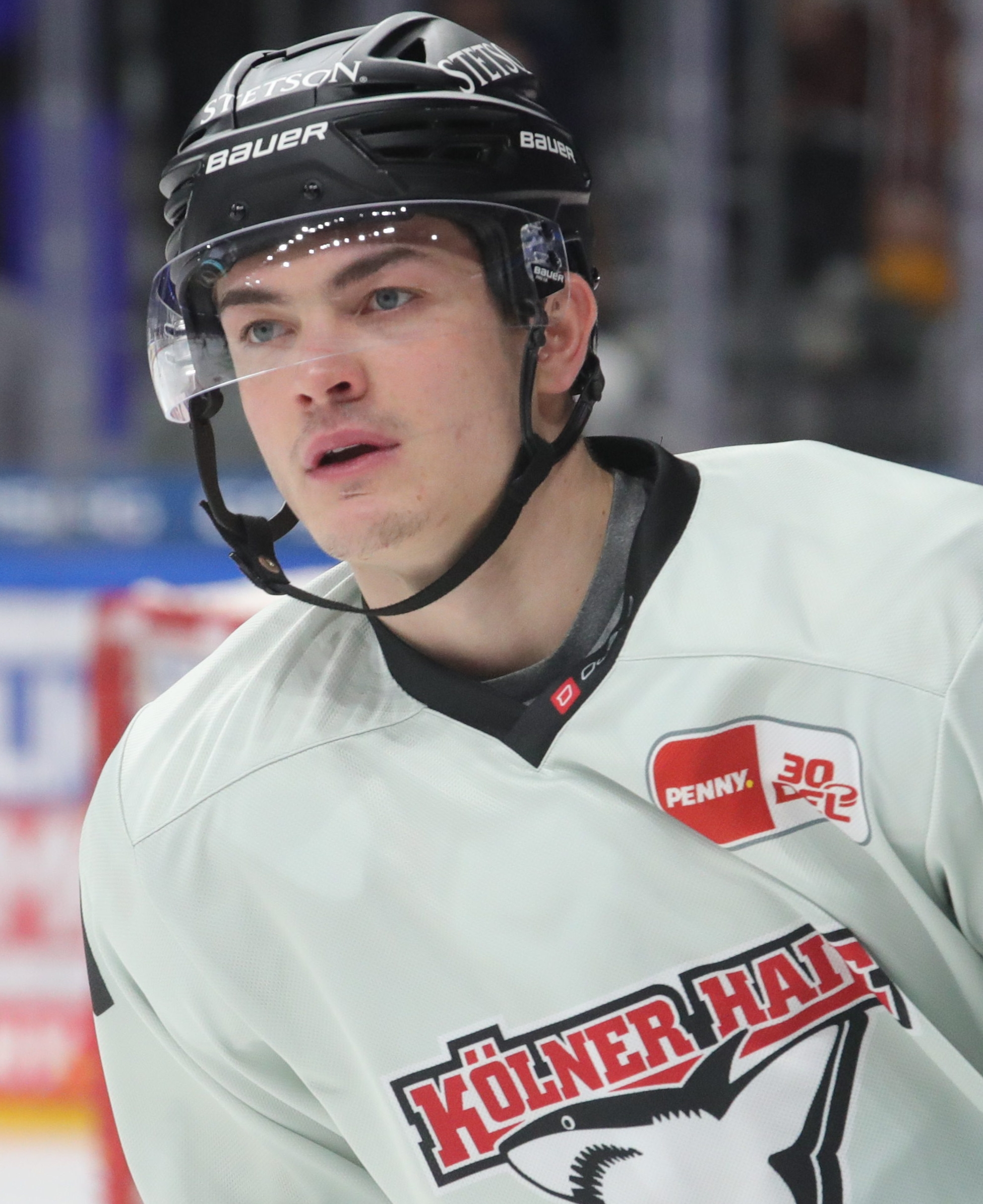
Justin Schütz (* 2000)

- Schütz, Karl (1936–2020), österreichischer Musikpädagoge, Orgelforscher und Hochschullehrer
- Schütz, Karl (* 1945), österreichischer Kunsthistoriker
- Schütz, Karl August von (1777–1837), preußischer Beamter
- Schütz, Karl von (* 1783), hohenzollerischer Oberamtmann
- Schütz, Karl von (1784–1833), preußischer Generalmajor und Inspekteur der Bundesfestungen
- Schütz, Katharina (* 1956), Schweizer Schauspielerin, Schauspiellehrerin und Sprecherin
- Schütz, Katrin (* 1967), deutsche Politikerin (CDU), MdL
- Schütz, Klaus (1926–2012), deutscher Politiker (SPD), MdA, MdB
- Schütz, Klaus (* 1950), deutscher Sportpädagoge und Sachbuchautor
- Schütz, Kristin (* 1975), deutsche Politikerin (FDP), MdL Sachsen
- Schütz, Lars-Erik (* 1992), deutscher Fantasy-Autor
- Schütz, Linus (* 1993), deutscher Schauspieler
- Schütz, Ludwig (1838–1901), deutscher katholischer Priester und Philosophiehistoriker
- Schütz, Manfred (* 1933), deutscher Jugend-Schriftsteller und Buchgestalter
- Schütz, Manfred (1950–2025), deutscher Unternehmer in der Musikbranche
- Schütz, Marco (* 1985), deutscher Eishockeyspieler
- Schütz, Markus (* 1965), deutscher Rechtsanwalt
- Schütz, Martin (* 1954), Schweizer Cellist
- Schütz, Martin (* 1960), Schweizer Schwyzerörgelispieler und Komponist
- Schütz, Martin (1963–2018), Schweizer Chemiker
- Schutz, Maurice (1866–1955), französischer Schauspieler und Veteran des heimischen Kinos
- Schütz, Max (1894–1961), deutscher Politiker (KPD), MdR
- Schütz, Maximilian von (1692–1773), deutscher Hofbeamter
- Schütz, Meinrad, deutscher Soldat und Söldnerführer
- Schütz, Michael (* 1963), deutscher Kirchenmusiker, Komponist und HochschuldozentMichael Schütz (* 1963)
- Schütz, Michael (* 1966), deutscher Fußballspieler
- Schütz, Michael (* 1990), österreichischer Fußballspieler
- Schütz, Paul (1891–1985), evangelischer Theologe, Missionsdirektor, Pastor, Hochschullehrer und Publizist
- Schütz, Paul (1910–1990), deutscher Politiker (CVP), MdL
- Schütz, Peter (1945–1997), deutscher Politiker (CDU)
- Schütz, Peter (* 1959), Schweizer Politiker und Unternehmer
- Schutz, Peter Werner (1930–2017), deutsch-amerikanischer Manager, Vorstandsvorsitzender des Automobilbauers Porsche (1981–1988)
- Schütz, Philipp (1796–1864), römisch-katholischer Geistlicher und Mitglied der Landstände des Herzogtums Nassau
- Schütz, Richard (* 1967), deutscher Eishockeyschiedsrichter
- Schütz, Robert (* 1967), deutscher Eishockeyspieler
- Schütz, Rüdiger (* 1939), deutscher Historiker
- Schütz, Rudolf (1939–2024), österreichischer Geistlicher, römisch-katholischer Militärgeneralvikar
- Schütz, Rudolf-Maria (1929–2007), deutscher Mediziner, Geriater, Gerontologe, Hochschullehrer und Präsident der Deutschen Gesellschaft für Gerontologie und Geriatrie
- Schütz, Sarah (* 1978), Schweizer Triathletin
- Schütz, Siegmund (1906–1998), deutscher Porzellanmodelleur, Medailleur, Bildhauer und Holzschnitzer
- Schütz, Siiri (* 1974), deutsche Konzertpianistin
- Schütz, Simon (* 1997), deutscher Eishockeyspieler
- Schütz, Stefan (1944–2022), deutscher Schauspieler, Schriftsteller und Dramatiker
- Schütz, Steffen (* 1966), deutscher Unternehmer und Politiker (BSW)Steffen Schütz (* 1966)

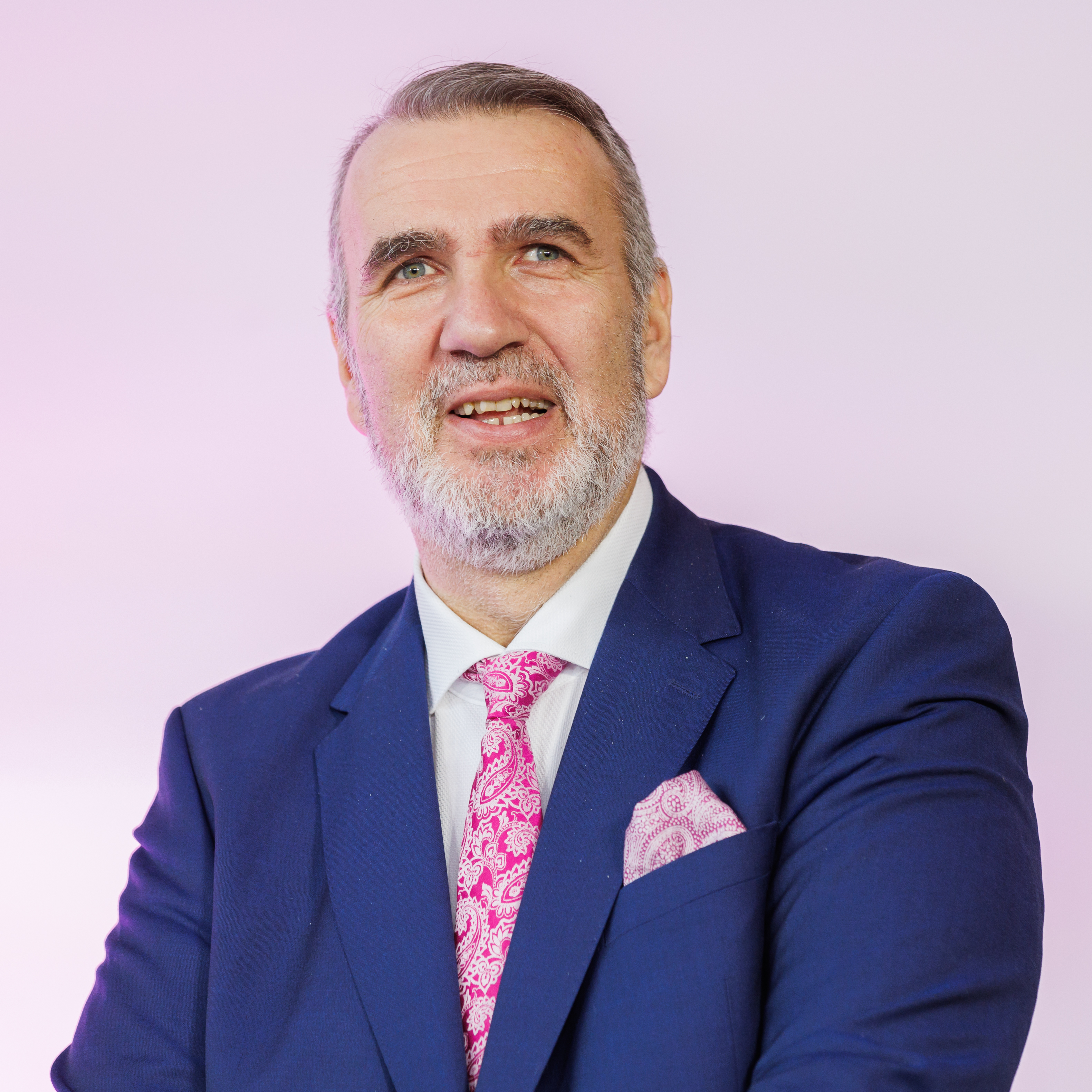
Steffen Schütz (* 1966)

- Schütz, Stephan (* 1966), deutscher Architekt
- Schütz, Susanne, deutsche Diplomatin
- Schütz, Susanne (* 1966), deutsche Architektin, Lehrerin und Politikerin (FDP), MdL
- Schütz, Thekla († 1687), Äbtissin von Lichtenthal
- Schütz, Thorsten (* 1971), deutscher Generalarzt der Bundeswehr
- Schütz, Tom (* 1988), deutscher Fußballspieler
- Schütz, Udo (* 1937), deutscher Unternehmer, Rennfahrer und Segler
- Schütz, Ulrich, Montanunternehmer und Chemnitzer Bürgermeister
- Schütz, Uta (* 1955), deutsche Schwimmerin
- Schütz, Volker (1939–2022), deutscher Musikpädagoge
- Schütz, Volker (* 1968), deutscher Experimentalfilmer und Fotokünstler
- Schütz, Waldemar (1913–1999), deutscher Politiker (DRP, NPD), MdL, rechtsextremer Buch- und Zeitungsverleger
- Schütz, Walter (1884–1945), deutscher Politiker (DVP)
- Schütz, Walter (1897–1933), deutscher Politiker (KPD), MdR
- Schütz, Walter J. (1930–2013), deutscher Kommunikationswissenschaftler und Pressestatistiker
- Schütz, Waltraud (1957–2005), österreichische Sozialwissenschaftlerin und Politikerin (SPÖ), Abgeordnete zum Nationalrat
- Schütz, Werner (1900–1975), deutscher Jurist und Politiker (CDU), MdL
- Schütz, Wieland (* 1938), deutscher Grafik-Designer und Sammler
- Schütz, Wilhelm (1839–1920), deutscher Tierarzt und Hochschullehrer
- Schütz, Wilhelm (1900–1972), deutscher Physiker
- Schütz, Wilhelm von (1776–1847), deutscher Autor
- Schütz, Wilhelm Wolfgang (1911–2002), deutscher Journalist, Publizist und Politikberater
- Schütz, Willi (1914–1995), deutscher Maler
- Schutz, William (1925–2002), US-amerikanischer Psychologe, Psychotherapeut und Autor
- Schütz, Wolfgang (* 1948), österreichischer Mediziner
- Schütz, Xóchil A. (* 1975), deutsche Autorin
- Schütz-Holzhausen, Kuno Damian von (1825–1883), deutscher Kolonist
- Schütz-Wolff, Johanna (1896–1965), deutsche Textilgestalterin, Bildwirkerin, Grafikerin und Holzschneiderin

#### Schutzb
- Schutzbach, Franziska (* 1978), schweizerische Geschlechterforscherin und SoziologinFranziska Schutzbach (* 1978)

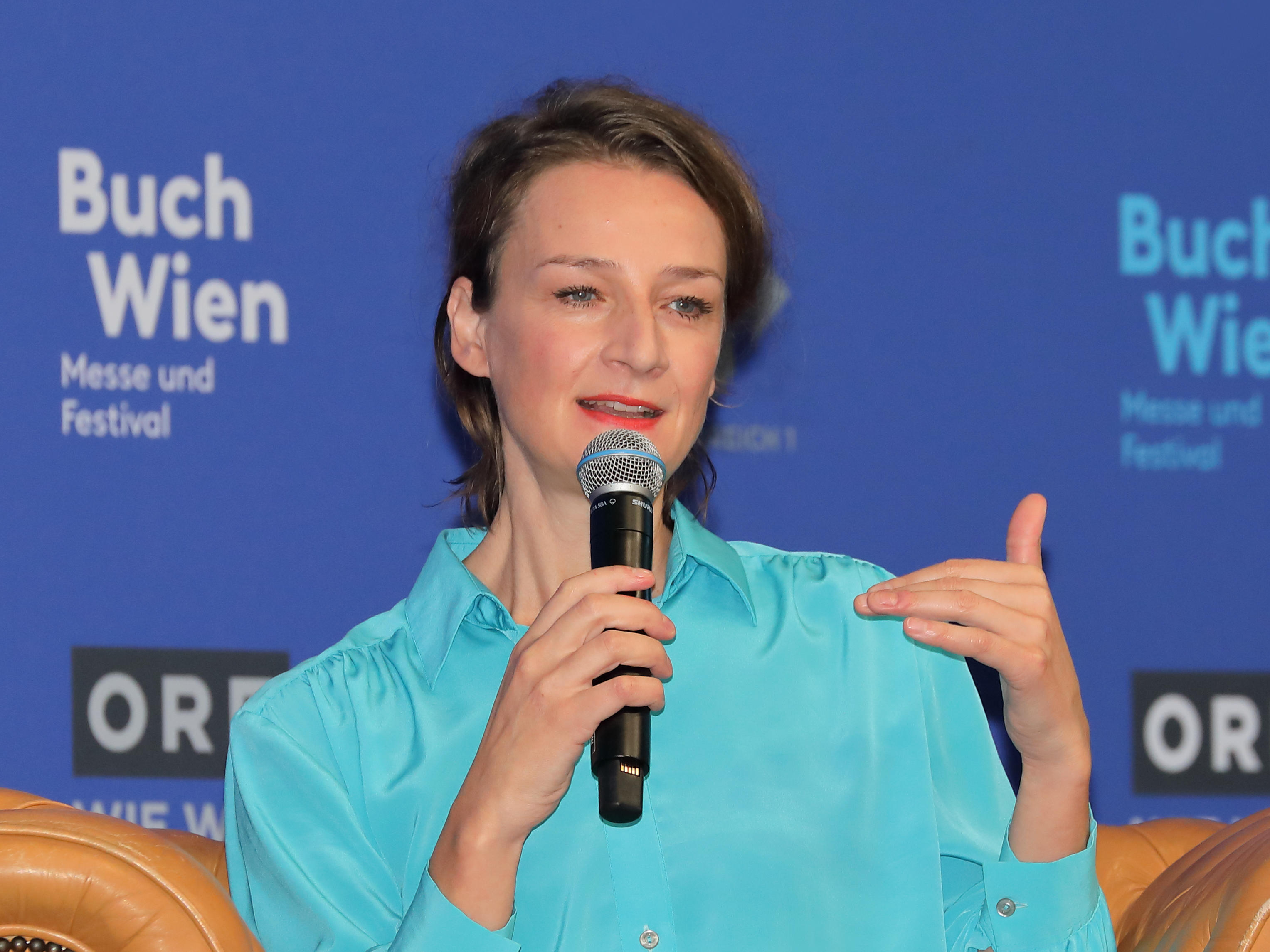
Franziska Schutzbach (* 1978)

- Schutzbach, Maik (* 1986), deutscher Fußballspieler
- Schützbach, Rupert (* 1933), deutscher Finanzwirt, Zollbeamter und Schriftsteller
- Schützbach, Sirg (* 1980), deutscher Motorrad-Bahnsportler und Motorradrennfahrer
- Schutzbar genannt Milchling, Caspar (1525–1588), deutscher Freiherr und Hauptmann in Gießen
- Schutzbar genannt Milchling, Otto Friedrich (1563–1604), deutscher Universitätsrektor
- Schutzbar genannt Milchling, Wolfgang (1483–1566), Hoch- und Deutschmeister
- Schutzbar Milchling, Wolfgang († 1567), Fürstabt von Fulda
- Schutzbar, Ferdinand von (1813–1891), deutscher Jurist, Rittergutsbesitzer und Parlamentarier

#### Schutze
- Schütze, Alfred (1892–1969), deutscher Maler und Gebrauchsgraphiker
- Schütze, Alfred (1903–1972), deutscher Pfarrer, Schriftsteller und Dichter
- Schütze, Andrea (* 1970), deutsche Psychologin und Kinderbuchautorin
- Schütze, Andreas (* 1963), deutscher Jurist
- Schütze, Annette (* 1966), deutsche Politikerin (SPD), MdL
- Schütze, Bernd (* 1958), deutscher Jurist
- Schütze, Bernhard, deutscher Kommunalpolitiker
- Schütze, Brigitte (1934–2019), deutsche Gärtnerin und Politikerin (CDU)
- Schütze, Christina (* 1983), deutsche Hockeyspielerin
- Schütze, Diethard (* 1954), deutscher Politiker (CDU), MdB
- Schütze, Dietmar (* 1962), deutscher Fußballspieler
- Schütze, Dirk (* 1967), deutscher Wasserballspieler
- Schütze, Ekkehard (1908–1980), deutscher Chirurg
- Schütze, Eustasius Friedrich (1688–1758), deutscher Theologe
- Schütze, Frank (* 1956), deutscher Ruderer
- Schütze, Friedrich (* 1808), deutscher Orgelbauer
- Schütze, Friedrich (1891–1968), deutscher Schauspieler und UFA-Besetzungschef
- Schütze, Friedrich Wilhelm (1840–1880), deutscher Forstwirt und Chemiker
- Schütze, Fritz (* 1944), deutscher Soziologe
- Schütze, Gerhard (1897–1951), Politiker der CDU
- Schütze, Gottfried (1719–1784), deutscher Pädagoge, Bibliothekar und Theologe
- Schütze, Harald (1948–2016), deutscher Fußballspieler
- Schütze, Helmut (* 1939), deutscher Entomologe
- Schütze, Henry (* 1955), deutscher Politiker (SED, parteilos), Oberbürgermeister von Bernburg
- Schütze, Hinrich, deutscher Computerlinguist, Direktor des Centrums für Informations- und Sprachverarbeitung an der Ludwig-Maximilians-Universität München
- Schütze, Horst (* 1927), deutscher SED-Funktionär
- Schütze, Johann Christoph (1687–1765), Baumeister, Bildhauer und Maler
- Schütze, Johann Friedrich (1758–1810), deutscher Schriftsteller
- Schütze, Johann Wilhelm (1807–1878), deutscher Maler und Hochschullehrer
- Schütze, Johannes (* 1911), deutscher NDPD-Funktionär
- Schütze, Jörg (1946–2020), deutscher Musiker und BassistJörg Schütze (1946–2020)

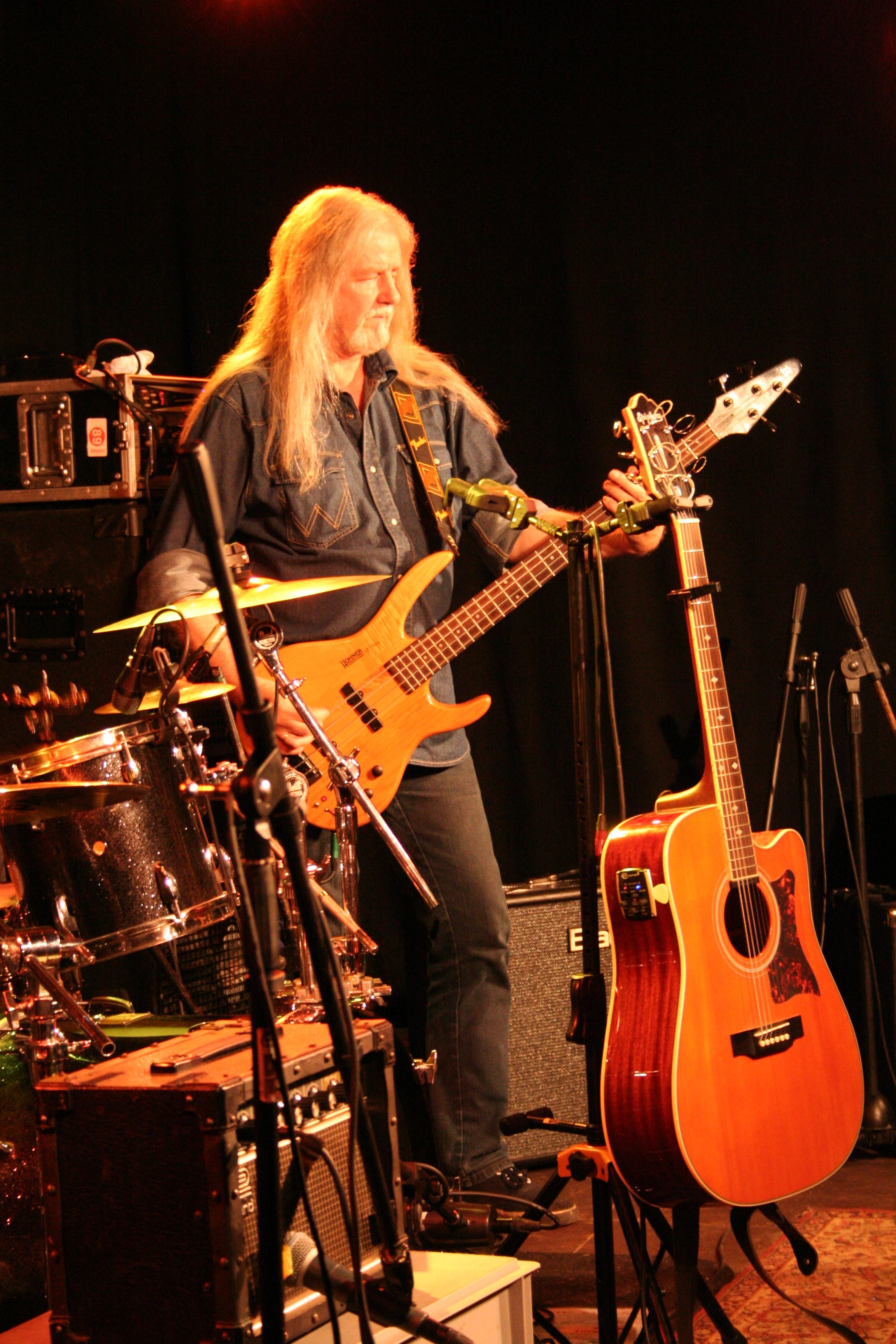
Jörg Schütze (1946–2020)

- Schütze, Jürgen (1951–2000), deutscher Bahnradsportler
- Schütze, Karl Heinrich Ferdinand (1778–1860), sächsischer Kaufmann, Rittergutsbesitzer und Politiker
- Schütze, Karsten (* 1966), deutscher Politiker (SPD)
- Schütze, Kurt (1902–1971), deutscher Maler
- Schütze, Lars (* 1974), deutscher Politiker (AfD, Bürger für Thüringen)
- Schütze, Lisa (* 1996), deutsche Hockeyspielerin
- Schütze, Ludwig (1934–2012), deutscher Schauspieler und Hörspielsprecher
- Schütze, Manfred (* 1943), deutscher Fußballspieler
- Schütze, Martina (* 1975), deutsch-schweizerische Schauspielerin
- Schütze, Melanie (* 1981), deutsche Filmeditorin
- Schütze, Nikolaus (1600–1671), deutscher Rechtswissenschaftler, Hochschullehrer und Rektor
- Schütze, Paul (1891–1944), deutscher Widerstandskämpfer gegen den Nationalsozialismus
- Schütze, Peter (* 1948), deutscher Autor, Literaturwissenschaftler, Dramaturg und Rezitator
- Schütze, Sebastian (* 1961), deutscher Kunsthistoriker und Hochschullehrer
- Schütze, Siegfried (* 1940), deutscher Maler und Grafiker
- Schütze, Silke (* 1961), deutsche Journalistin und Autorin
- Schütze, Stephan (1771–1839), deutscher Schriftsteller, gehörte zum Goethekreis
- Schütze, Stephanie (* 1970), deutsche Kultur- und Sozialanthropologin und Altamerikanistin
- Schütze, Theodor (1900–1986), sorbisch-deutscher Heimatforscher, Lehrer und freischaffender Schriftsteller
- Schütze, Theodor Reinhold (1827–1897), deutsch-österreichischer Rechtswissenschaftler
- Schütze, Thomas († 1573), deutscher Bürgermeister
- Schütze, Uta-Maria (* 1944), deutsche Schauspielerin
- Schütze, Viktor (1906–1950), deutscher Marineoffizier sowie U-Boot-Kommandant im Zweiten WeltkriegViktor Schütze (1906–1950)

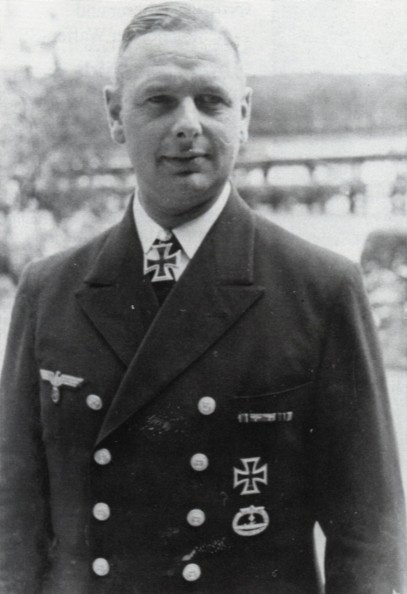
Viktor Schütze (1906–1950)

- Schütze, Walter (1906–2004), deutscher Maschinenbaumechaniker und Hochschullehrer
- Schütze, Wilhelm (1840–1898), deutscher Genremaler
- Schütze, Yvonne (1940–2022), deutsche Soziologin
- Schütze-Quest, Friedrich (1943–2016), deutscher Journalist und Featureautor
- Schütze-Schur, Ilse (1868–1923), deutsche Malerin, Grafikerin und Kunstlehrerin
- Schützeberg, Klaus (* 1941), deutscher Radrennfahrer
- Schützeichel, Heribert (1933–2015), deutscher katholischer Theologe
- Schützeichel, Rainer (1958–2023), deutscher Soziologe
- Schützeichel, Rudolf (1927–2016), deutscher germanistischer Mediävist
- Schutzeigel, Bernd (* 1965), deutscher Eishockeyspieler
- Schützel, Susann (* 1978), deutsche Behindertensportlerin
- Schützenauer, Martin (* 1962), österreichischer Bobfahrer
- Schützenauer, Tobias (* 1997), österreichischer Fußballtorwart
- Schützenberger, Erna (1892–1975), deutsche Volksmusikforscherin
- Schützenberger, Josef (1918–2009), österreichischer Politiker (SPÖ), Landtagsabgeordneter
- Schützenberger, Lisa (* 1992), österreichische Schauspielerin
- Schützenberger, Louis Frédéric (1825–1903), französischer Maler
- Schützenberger, Marcel (1920–1996), französischer Mathematiker
- Schützenberger, Paul (1829–1897), französischer Chemiker
- Schützenberger, René (1860–1916), französischer Maler
- Schützendorf, Erich (* 1949), deutscher Diplom-Pädagoge und Sachbuch-Autor
- Schützendorf, Guido (1880–1967), deutscher Sänger und Schauspieler
- Schützendorf, Gustav (1883–1937), deutscher Opernsänger (Bariton)
- Schützendorf, Hasso (1924–2003), deutscher Unternehmer und Schmuggler
- Schützeneder, Jonas (* 1991), deutscher Kommunikationswissenschaftler
- Schützenhöfer, Hermann (* 1952), österreichischer Politiker (ÖVP), LandtagsabgeordneterHermann Schützenhöfer (* 1952)

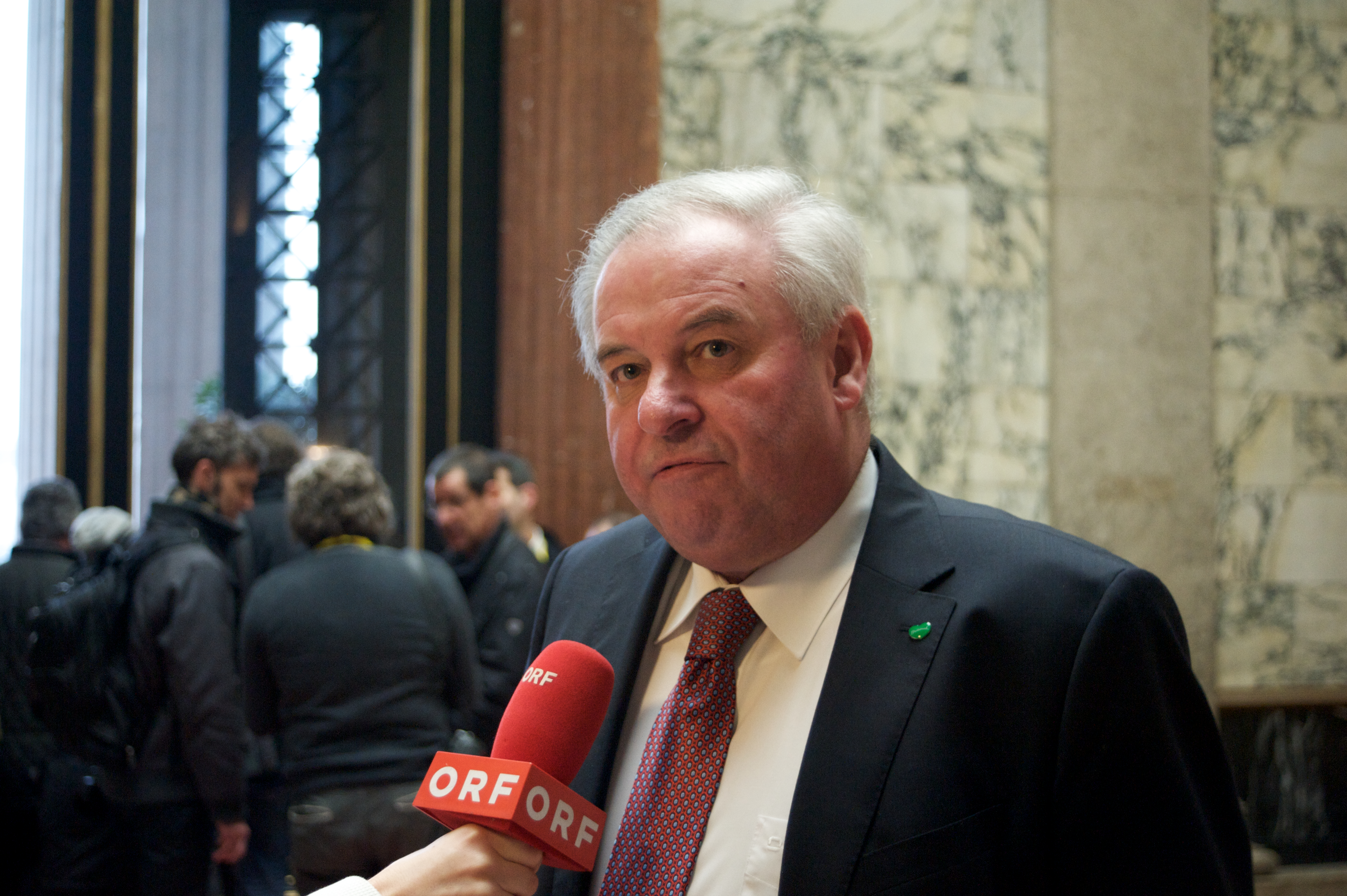
Hermann Schützenhöfer (* 1952)

- Schützenhöfer, Katharina (* 1993), österreichische Volleyball- und BeachvolleyballspielerinKatharina Schützenhöfer (* 1993)

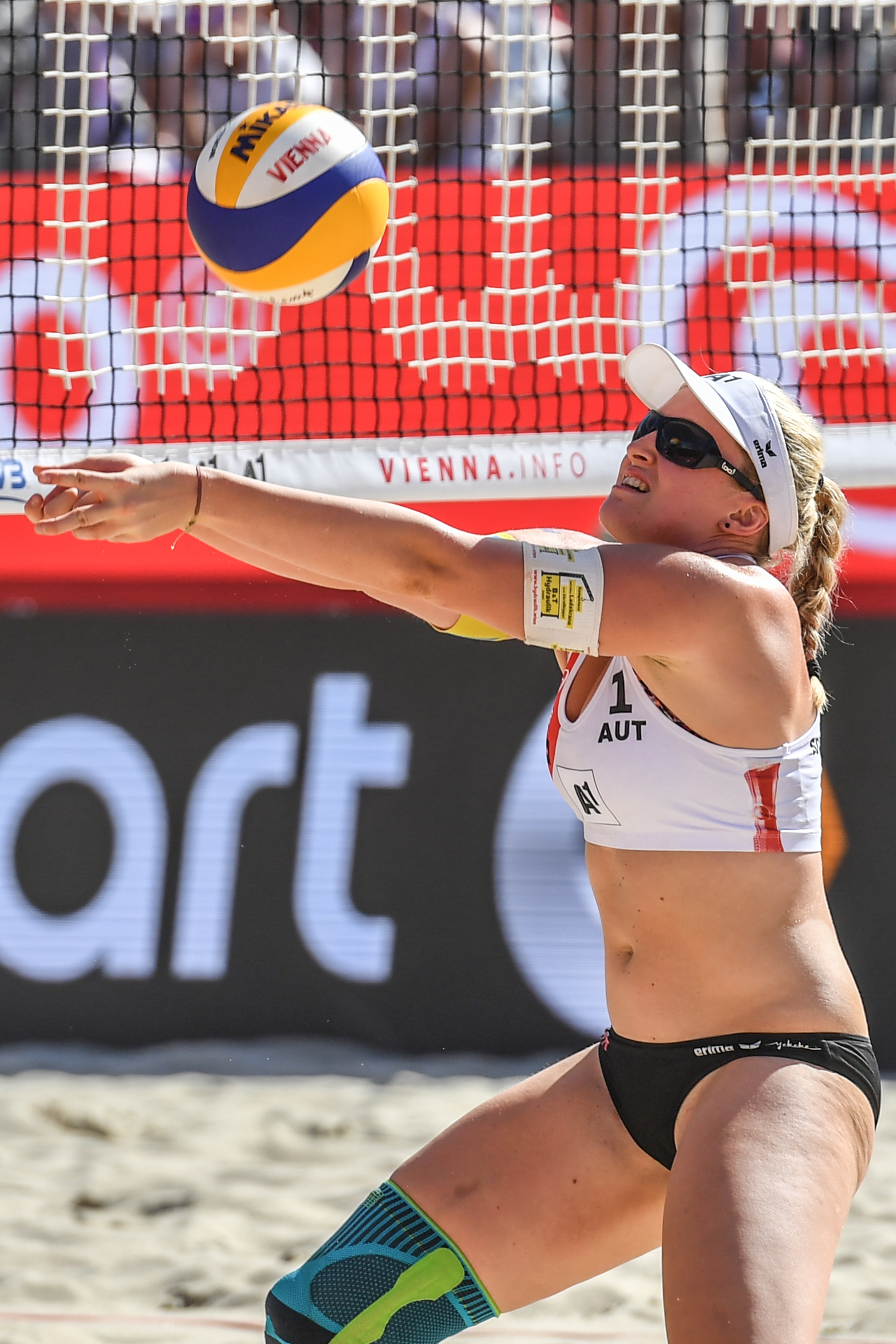
Katharina Schützenhöfer (* 1993)

- Schützenhofer, Marc (* 1975), österreichischer Schauspieler
- Schützenmeister, Hans-Oskar (* 1929), deutscher Jurist und Hochschullehrer
- Schützer, Henry (* 1931), deutscher Fußballspieler

#### Schutzi
- Schützinger, Heinrich (1857–1920), deutscher Jurist, Kommunalpolitiker und Heimatforscher
- Schützinger, Josef (1859–1914), deutscher Zeitungsgründer, Verleger und Druckereibesitzer
- Schützinger, Jürgen (1953–2024), deutscher Politiker (NPD)

#### Schutzk
- Schutzka, Martin (1908–1978), deutscher evangelischer Pfarrer, Superintendent im Berliner Kirchenkreis Spandau und zuletzt Propst in der Evangelischen Kirche Berlin-Brandenburg

#### Schutzl
- Schützler, Adolf (1860–1932), deutscher Konteradmiral (Ing.) der Kaiserlichen Marine
- Schützler, Horst (* 1935), deutscher Historiker mit dem Schwerpunkt Geschichte der Sowjetunion
- Schützler, Werner (1902–1994), deutscher Politiker (KPD), MdL

#### Schutzm
- Schutzmann, Nikolai Sergejewitsch (1864–1937), russischer Architekt, Bildhauer und Ingenieur
- Schutzmann, Sergei Sergejewitsch (* 1869), russischer Architekt
- Schutzmeister, Otto (1920–1985), deutscher Maler und Grafiker

#### Schutzo
- Schützová, Sandra (* 1991), tschechische Skilangläuferin

#### Schutzs
- Schützsack, Lara (* 1981), deutsche Autorin mit den Schwerpunkten Kinder- und Jugendliteratur sowie Drehbuch